# Campionati del mondo di atletica leggera indoor 2014 - 1500 metri piani maschili
Ai campionati del mondo di atletica leggera indoor 2014 la specialità dei 1500 metri piani maschili si è disputata il 7 e l'8 marzo 2014.

## Podio
| Pos.    | Atleta            | Nazionalità | Tempo   |
| ------- | ----------------- | ----------- | ------- |
| Oro     | Ayanleh Souleiman | Gibuti      | 3'37"52 |
| Argento | Aman Wote         | Etiopia     | 3'38"08 |
| Bronzo  | Abdalaati Iguider | Marocco     | 3'38"21 |

## Situazione pre-gara

### Record
Prima di questa competizione, il record del mondo (WR) e il record dei campionati (CR) erano i seguenti.
| Record                | Prestazione | Atleta                     | Data                      | Competizione                     |
| --------------------- | ----------- | -------------------------- | ------------------------- | -------------------------------- |
| Record mondiale       | 3'31"18     | Hicham El Guerrouj Marocco | 2 febbraio 1997 Stoccarda |                                  |
| Record dei campionati | 3'33"77     | Haile Gebrselassie Etiopia | 7 marzo 1999 Maebashi     | Campionati del mondo indoor 1999 |

### Campioni in carica
I campioni in carica, a livello mondiale e continentale, erano:
| Campione | Atleta                              | Prestazione | Data                   | Competizione                     |
| -------- | ----------------------------------- | ----------- | ---------------------- | -------------------------------- |
| Mondiale | Abdalaati Iguider Marocco           | 3'45"21     | 10 marzo 2012 Istanbul | Campionati del mondo indoor 2012 |
| Europeo  | Mahiedine Mekhissi-Benabbad Francia | 3'37"17     | 2 marzo 2013 Göteborg  | Campionati europei indoor 2013   |

### La stagione
Prima di questa gara, le atlete con le migliori tre prestazioni dell'anno erano:
| # | Atleta                    | Prestazione | Data                      |
| - | ------------------------- | ----------- | ------------------------- |
| 1 | Mohamed Moustaoui Marocco | 3'35"0      | 6 febbraio 2014 Stoccolma |
| 2 | Ayanleh Souleiman Gibuti  | 3'35"2      | 6 febbraio 2014 Stoccolma |
| 3 | Bethwell Birgen Kenya     | 3'35"3      | 6 febbraio 2014 Stoccolma |

## Batterie
Le batterie si sono svolte a partire dalle 12:25 del 7 marzo 2014.
Si sono qualificati per le semifinali i primi 2 di ogni batteria (Q) e i 3 migliori tempi (q).

### Batteria 1
| Pos. | Nome                 | Nazione     | Tempo   | Note                          |
| ---- | -------------------- | ----------- | ------- | ----------------------------- |
| 1    | Homiyu Tesfaye       | Germania    | 3'47"07 | Q                             |
| 2    | Jakub Holuša         | Rep. Ceca   | 3'47"20 | Q                             |
| 3    | Mekonnen Gebremedhin | Etiopia     | 3'47"22 |                               |
| 4    | Lopez Lomong         | Stati Uniti | 3'48"06 |                               |
| 5    | Lee Emanuel          | Regno Unito | 3'48"09 |                               |
| 6    | Omar Mohamed Abdi    | Somalia     | 3'56"52 | Miglior prestazione personale |
| -    | Ioan Zaizan          | Romania     | dq      | dq                            |

### Batteria 2
| Pos. | Nome              | Nazione       | Tempo   | Note |
| ---- | ----------------- | ------------- | ------- | ---- |
| 1    | Ayanleh Souleiman | Gibuti        | 3'38"94 | Q    |
| 2    | Nicholas Willis   | Nuova Zelanda | 3'39"14 | Q    |
| 3    | Silas Kiplagat    | Kenya         | 3'39"70 |      |
| 4    | Chris O'Hare      | Regno Unito   | 3'40"06 |      |
| 5    | Andreas Vojta     | Austria       | 3'42"10 |      |
| 6    | Nathan Brannen    | Canada        | 3'42"51 |      |
| 7    | Mitja Krevs       | Slovenia      | 3'43"22 |      |
| 8    | Wesam Almassri    | Palestina     | 3'53"84 |      |

### Batteria 3
| Pos. | Nome                | Nazione     | Tempo   | Note |
| ---- | ------------------- | ----------- | ------- | ---- |
| 1    | Aman Wote           | Etiopia     | 3'36"75 | Q    |
| 2    | Abdalaati Iguider   | Marocco     | 3'37"83 | Q    |
| 3    | Will Leer           | Stati Uniti | 3'38"02 | q    |
| 4    | Bethwell Birgen     | Kenya       | 3'38"56 | q    |
| 5    | Ilham Tanui Özbilen | Turchia     | 3'39"31 | q    |
| 6    | David McCarthy      | Irlanda     | 3'39"46 |      |
| 7    | Adel Mechaal        | Spagna      | 3'41"27 |      |
| 8    | Aitor Gomez         | Gibilterra  | 4'07"34 |      |

### Finale
| Pos.    | Nome                | Nazione       | Tempo   | Note |
| ------- | ------------------- | ------------- | ------- | ---- |
| Oro     | Ayanleh Souleiman   | Gibuti        | 3'37"52 |      |
| Argento | Aman Wote           | Etiopia       | 3'38"08 |      |
| Bronzo  | Abdalaati Iguider   | Marocco       | 3'38"21 |      |
| 4       | Ilham Tanui Özbilen | Turchia       | 3'39"10 |      |
| 5       | Jakub Holuša        | Rep. Ceca     | 3'39"23 |      |
| 6       | Will Leer           | Stati Uniti   | 3'39"60 |      |
| 7       | Homiyu Tesfaye      | Germania      | 3'39"90 |      |
| 8       | Bethwell Birgen     | Kenya         | 3'40"66 |      |
|         | Nick Willis         | Nuova Zelanda | dq      |      |